# Воз за развашљивање и вакцинацију
Воз за развашљивање и вакцинацију била је композиција повезаних (специјално адаптираних и санитетским средствима опремљених) шинских вагона које је вукла локомотива, намењен за развашљивање (депедикулацију), дезинфекцију и вакцинацију рањеника и болесника оболелих у великој епидемији заразних болести, која је на простору Краљевине Србије владала у време ратних сукоба вођених у Великом рату 1914 и 1915. године. Био је то потпуно нови начин коришћена санитетског воза, у борби против епидемије заразних болести, дотада непримењивана ни у једној земљи и војсци на свету!
Захваљујући др Вилијаму Хантеру и Британској мисији у Србији настали су ови специјални возови, који су са осталим противепидемијским мерама дали веома брзо добре резултате. Већ априла 1915. године дошло је до значајног пада броја оболелих и смањења оболевања, у мају се региструју ретки случајеви обољења, а средином јуна 1915. године епидемија заразних болести у Србији је окончана. Била је то и најбрже заустављена епидемија у историји дотадашњих ратовања.

## Предуслови
Пегавац и повратни тифус (праћени појавом великог броја белих вашију), а потом и трбушни тифус (изазван загађеном водом и храном) у условима непосредног контакта и нехигијене појавили су се у српској војсци октобра 1914. године, у облику епидемија, које су се све више шириле а централно жариште обољевања и умирања било је Ваљево. Овоме је погодовала чињеница да војници обеју зараћених страна у вишемесечним борбама нису могли посвећивати довољну пажњу хигијенским мерама исхране и смештаја, нити су благовремено добијали преобуку. 
| „ | Ћебад, постељина, завоји код рањеника, није било места где их није било. Ефикасна хемијска средства за њихово уништавање нису постојала, поједине мешавине као и коришћење гаса за осветљење којим су се мазали, више су служили за одбрану од њих због непријатног и оштрог мириса, а не за њихово уништавање. Показало се да су ваши отпорне и на кључалу воду, после откувавања одела на 100°C, оне су опет биле живе. | ” |

И поред бројних истраживања и до данас, влада неусаглашених мишљења, о пореклу епидемије пегавца и рекуренса у Србији 1914. и 1915. године, да ли је епидемије било у Србији или је она унета са непријатељским заробљеницима, при чему треба имати у виду:
| „ | Да је приказ тока епидемије пегавца и рекуренса у Србији 1915. године урадио страни стручњак, учесник у њеном сузбијању, пук. др Вилијам Хантер (William Hunter 1861—1937), тако да је реконструкција епидемије углавном рађена према његовим извештајима...који су били ослобођени сваке субјективности српске санитетске службе. Пуковник Хантер је сматрао да тачан број жртава тифуса у Србији вероватно неће бити утврђен: његове процене су биле да су пегавац и повратна грозница узели најмање 120.000 живота. Други су број умрлих процењивали и до 150.000. | ” |

Увидевши да се број болесника од све три врсте тифуса повећава свакодневно и великом брзином, српске власти су основале Државни одбор за сузбијање заразних болести. Сам рад Државног одбора се у почетку свео на тражење начина како да се епидемија заустави у самом почетку али безуспешно. Када је постало јасно да пегави тифус и друге болести угрожавају целу Краљевину Србију, српска влада се у фебруару 1915. године обратила за помоћ савезницима, пре свих Русији, Француској и Енглеској, и затражиле од посланстава у Паризу, Петрограду и Лондону да пошаљу 10 бактериолога и 20 епидемиолога са помоћним особљем.
Почетком марта у Србију је прво дошла енглеска медицинска мисија од 25 чланова, на челу са пуковником др Вилијамом Хантером, нешто касније и француска мисија са око 100 лекара, а после њих и америчка медицинска мисија.

О свом првом дневном путовању возом кроз Србију, од Ниша до Крагујевца, др Хантер у својој књизи пише:
| „ | Гомиле сељака у бундама од овчијег крзна - идеалном станишту за безбројне ваши, како се тискају да уђу у композицију. Вагони воза заударали су на јак мирис нафталина и камфора који су узалудно коришћени у покушају да се сузбије зараза... Целокупна железничка мрежа је деловала...као заразна река која преноси заразу уздуж и попреко по целој земљи - од војних области ка цивилним областима и обрнуто. | ” |

 А у првој депеши коју је Хантер послао из Ниша 4. марта 1915. године, увече, констатовао је веома тешко стање: 
| „ | Пегави и трбушни тифус, као и повратна грозница, били су раширени по земљи и ван контроле. Као најхитније потребе је навео ћебад и одећу за болесне. Састао се са Пашићем, а затим обишао Моравску сталну војну болницу у Нишу, где је видео 700 болесних људи како деле 200 постеља, у неописиво лошим условима. Приметио је да болница, једна од бољих у Србији, није била санитарно уређена. | ” |

Како је по оцени др Хантера, српска епидемија пегавца била најнеочекиванија по настанку, и најбржа у порасту и обиму, он је 8. марта 1915. године предложио српској влади неколико мера за спречавање даљег ширења и за санацију епидемије пегавог тифуса:
- Дезинфекцију и дезинсекцију одела, рубља и постељине оболелих, али и целокупног становништва и припадника војске, применом металних буради (или дрвена са металним дном) у којима се откувава одело, рубље и постељина, по предлогу потпуковник др Стамерса, епидемиолога. Тај изум потпуковника Стамерса је класније назван „српско буре“.
- Ограничено и строго контролисано кретање војске и становништва, посебно железницом. Вршена је контрола свих путника да ли су болесни и да ли су вашљиви. Сви сумњиви на болест су издвајани, праћени да ли ће се разболети и по потреби лечени, а вашљивима је вршена депедикулација и тек тада дозвољавано путовање.
- Привремено обустављање целокупног железничког саобраћаја и оснивање карантинских и дезинфекционих станица на железници. Сви возови осим службених нису саобраћали од 16. марта до 16. априла 1915. године и - број новооболелих нагло је опао.
- Забрану посета болесницима у болницама.
- Примену санитарних возова за развашљивање, дезинфекцију и вакцинацију, који би кружили пругама Србије.

## Посебни санитетски (санитарни) воз, конструкција и намена
Значајну улогу у борби против епидемија у зараћеној Србији одиграла су два посебна санитетска воза нормалног и један уског колоска, за дезинфекцију и вакцинацију, који су се кретала пругама Србије. Била је то потпуно нова мера, у борби против епидемије заразних болести, дотада непримењивана ни у једној војсци на свету!
Железнички мајстори у Нишу, су по прецизним упутствима др Хантера и његових сарадника из Британске мисије, за мање од месец дана направили су ове посебне возове за развашњивање, дезинфекцију и вакцинацију, што је била потпуно нова мера, дотад непримењивана ни у једној војсци на свету! Др Вилијам Хантер је, овај воз опремио и изумом мајора (потоњег потпуковника) Џорџа Стамерса, човека који је Србији донео буре за дезинфекцију, практично техничко решење, за развашљивање и дезинфекцију. У њему се помоћу водене паре достизала потребна температура од око 120 степени целзијусових за убијање вашки а одело које се налазило у њему би при том било
сачувано.
Након што је израда ова два воза, која су имала поред локомотиве 14 вагона, укључујући и вагон-купатило, завршена је 17. априла, тачно по обнављању, привремено на месец дана обустављеног железничког саобраћаја. На први задатак воз је кренуо 19. априла са железничким особљем и 15 Хантерових официра из Британске санитетске мисије у Србији.
Према предлогу британске мисије, саграђена је станица за дезинфекцију у Младеновцу, где се главни железнички правац Београд -Ниш укрштао са ускоколосечном пругом за Ваљево, ка ратној зони опустошеној 1914. године, главном изворишту заразних болести. Од ове станице воз за развашљивање и вакцинацију шпартао са севера на југ Србије, заустављао се на најпогоднијем месту на прузи, и до њега су довођени војници на „брзинску” вакцинацију против колере, и на комплетно развашљивање и дезинфекцију њиховог тела и одеће.
Један воз за развашљивање и вакцинацију је саобраћао јужно од Сталаћа, други северно, а трећи, на прузи узаног колосека Сталаћ—Ужице. Задатак ових санитетских возова је био:

...„дезинфиковати све железничке станице, све путничке возове, радионице и локале у којима борави или спава железничко особље, трећепозивци и заробљеници који су употребљавани за рад. Вршене су и антитифозне вакцинације свег железничког особља, њихових породица, трећепозиваца, свих оних који су на ма који начин били упослени на железницама“...

## Супротстављени ставови о историјату воза
Воз за дезинфекцију и вакцинацију, као иновација коју је спровела Мисија страних лекара у Србији, с пролећа 1915. године, према изјави др Вилијама Хантера, сматран је првом мером такве врсте која дотада није примењивана ни у једној војсци на свету!
Међутим Ричард П. Стронг (Richard P. Strong 1872 — 1948) је 1920. године у свом ауторском чланку „Тифусна грозница са посебним освртом на српску епидемију” навео информацију да је исти тип воза први пут коришћен, не у Србији, већ у Манџурији 1910. године, а затим у Немачкој почетком 1915. године.

## Епилог
У епидемијама које су погодиле српски народ 1914/1915. године највећи терет су поднели српски лекари али је међународна солидарност кључно допринела да се та невоља изучи и савлада. Сматра се да је у оквиру ових акција у Србију дошло најмање 2.000 лица, из многих земаља светас, углавном драгоценог медицинског особља. Кључну улогу у организацији савладавања тифуса и осталих болести имао је Државни одбор за сузбијање зараза и лекари у њеном саставу.
Број оболелих у целој српској војсци од заразних болести у периоду од 24. децембра 1914. до 24. маја 1915.
| Стање по месецим  | Трбушни тифус број (%) | Повратни тифус број (%) | Пегави тифус број (%) | УКУПНО |
| ----------------- | ---------------------- | ----------------------- | --------------------- | ------ |
| 24. децембар 1914 | 753 / 25,2             | 2.114 / 70,7            | 123 / 4,1             | 2.990  |
| 24. јануар 1915   | 1.655 / 19,2           | 5.696 / 66,0            | 1.270 / 14,7          | 8.627  |
| 24. фебруар 1914  | 2.046 / 14,5           | 7.566 / 53,7            | 4.465 / 31,7          | 14.077 |
| 24. март 1915     | 1.524 / 8,9            | 7.550 / 43,9            | 8.124 / 47,2          | 17.198 |
| 24. април 1915    | 623 / 6,9              | 2.955 / 32,8            | 5.420 / 60,2          | 8.998  |
| 24. мај 1915      | 151 / 3,6              | 1.537 / 37,1            | 2.630 / 63,6          | 4.138  |
| УКУПНО            | 6.752 / 12,0           | 27.418 / 48,5           | 22.302 / 39,5         | 56.472 |

Резултати предузетих противепидемисјких мера

Захваљујући предузетим мерама, укључујући ту, примену вакцине, проналазак енглеског официра Стамерса (који је помогао у масовном уништавању вашки), савете пуковниха Хантера, који је предложио низ мера (обустављање саобраћај, затварење школа, оснивање дезинфекционе станице на бројним местима, нарочито на железничким станицама), и примену три воза за развашљивање и вакцинацију, епидемија је трајала шест месеци, а задржала је свој максимум само два месеца - 
| „ | Друге епидемије (у свету) су трајале од једне и по до три године, а задржале су свој максимум у периоду од 12 месеци (у Ирској) и до 18 месеци (енглеска епидемија). Управо због те чињенице Србија треба да буде захвална људима који су се борили против епидемије, и веома брзо је победили, пре свега пуковнику Хантеру и његовом тиму: без њих, она би много дуже трајала и однела незамислив број живота. | ” |

Лекари Србије су наставили да примјењују развашљивање (депедикулацију) и пре него што је извршена коначна евалуација њеног тока и објављени резултати, а после догађања у Србији, пегавацу је дат нови, адекватан синоним: „вашљиви тифус” (енгл. Louse borne typhus).